# Meyer Werft
Meyer Werft — одна з найбільших німецьких верфей зі штаб-квартирою в Папенбурзі на річці Емс. Заснована в 1795 році і починаючи з невеликих дерев'яних суден, сьогодні Meyer Werft є виробником розкішних пасажирських суден. На верфі побудовано 700 кораблів різних типів. Його «Dockhalle 2» є третім за величиною суднобудівним залом і будівлею з п’ятим за величиною корисним об’ємом у світі станом на 2022 рік. 
Компанія Meyer Werft належить і управляється сім’єю Майєр протягом семи поколінь. З 1997 року вона є частиною Meyer Neptun Group разом із Neptun Werft у Ростоку. У 2014 році компанія додала до групи верф Турку у Фінляндії.
Верф є якорем на Європейському шляху індустріальної спадщини.

## Історія
Верф була заснована на початку 1795 року Вільмом Рольфом Майєром як верф, що спеціалізується на невеликих дерев'яних суднах. Йозеф Ламберт Майєр почав будувати залізні посудини в 1874 році  Під час Другої світової війни MeyerWerft в основному ремонтував кораблі, а також кораблі з Kriegsmarine. У районі Папенбурга було більше 20 верфей, але сьогодні Meyer Werft є єдиною верфлю, що залишилася в Папенбурзі. Протягом семи поколінь це була приватна сімейна компанія.

## Компанія
Компанія Meyer Werft здобула міжнародне визнання завдяки будівництву ролкерів, пасажирських поромів, бензовозів, контейнеровозів, поромів для перевезення худоби та останнім часом розкішних круїзних лайнерів.

## Кораблі, побудовані в Meyer Werft

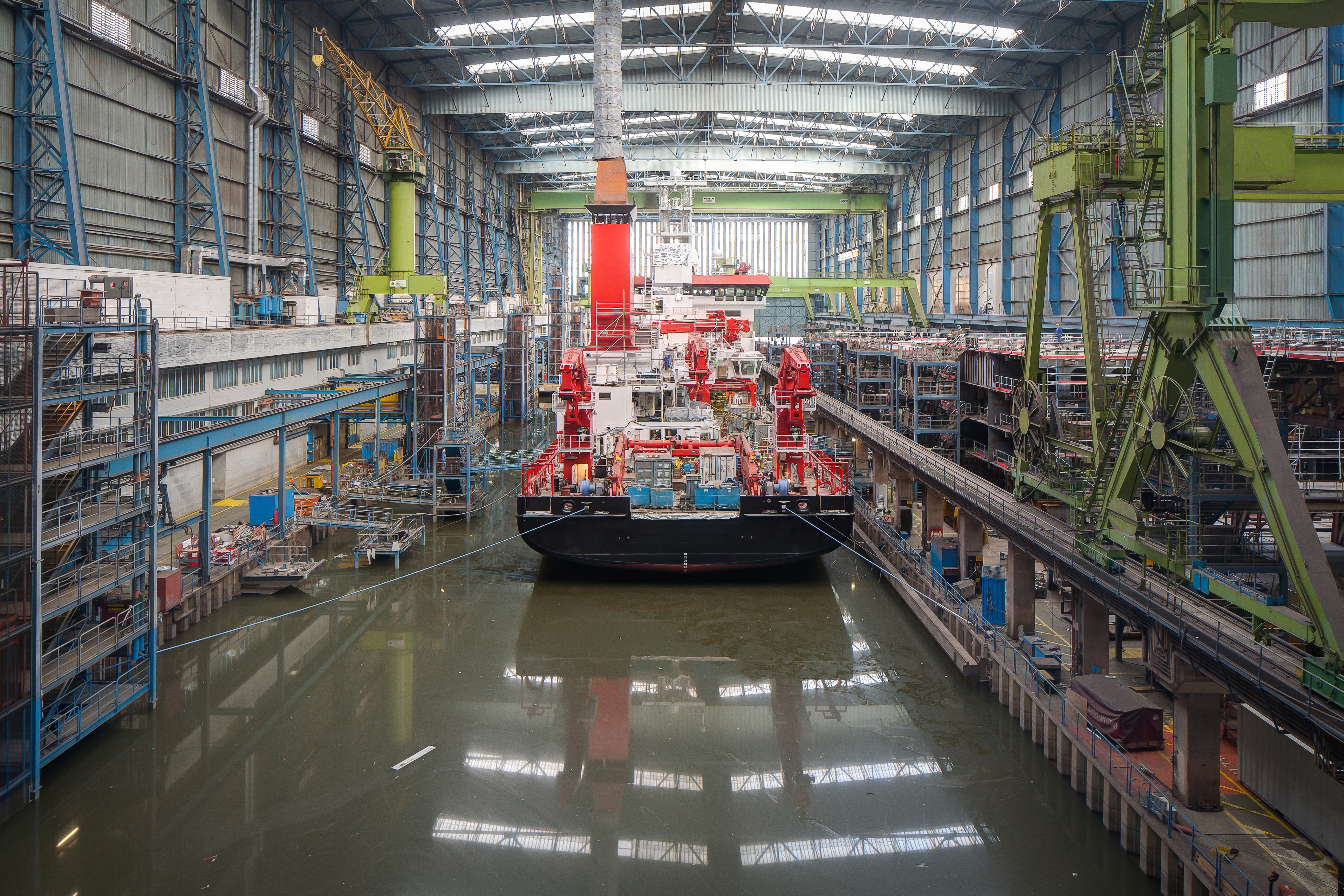
Dockhalle 1 Meyer Werft, де будується дослідницьке судно RV Sonne.

Велика різноманітність суден була побудована в Meyer Werft, включаючи автовози, вантажні судна, контейнеровози, круїзні судна, пороми, рибальські судна, газовози, легкі судна, веслові пароплави, пасажирські судна та Seebäderschiffs.

## Список верфей
- Meyer Werft (розташована Папенбург)
- Neptun Werft (розташована Росток)
- Meyer Turku (розташована Турку)